# BBC廣播四台
BBC广播四台（英語：BBC Radio 4）是英国广播公司（BBC）的一个广播频道，前身为“BBC国内服务”，以新闻时事节目为特色。

## 简介
1939年9月1日（二战爆发当天），BBC全国节目与BBC地方节目合并成为“BBC国内服务”。在二战期间，BBC国内服务是BBC仅有的两个广播频道之一（另一个是BBC全球服务），也是BBC唯一的对内广播频道。1967年9月30日，BBC广播四台开播，取代了原有的国内服务。原国内服务的部分节目仍然保留，同时面向不同地区播出当地版本，直到20世纪80年代被BBC地方广播逐渐取代，全国各地的节目逐渐统一。2011年4月2日，原BBC广播七台（BBC Radio 7）改组为BBC Radio 4 Extra，成为BBC广播四台的姊妹频道，播出经典喜剧、戏剧、阅读、科幻及儿童节目。
BBC广播四台每天24小时通过长波（198kHz）、调频和DAB播出，以新闻、纪实和非音乐娱乐节目为主，英国时间每天1:00-5:20转播BBC全球服务的英语节目，在BBC第四广播结束、BBC全球服务节目开始前会播出英国国歌。不同版本的节目有所不同，如英国时间每日12:01和平日17:54的海上天气预报就只在BBC广播四台的长波版本播出。
另外，BBC广播四台长波广播信号有无继续广播也是英国海军核潜艇舰长确定英国政府在遭受核打击后是否继续运作，进而开启最后手段之信的因素之一；其长波信号同时还搭载授时信号，用于为部分具有分时计算电费功能的电表提供授时服务。

### 长波（LW）
- 198kHz

### 调频（FM）
- 英格兰及威尔士部分地区92-95MHz
- 苏格兰：94.6-96.1、103.5-104.9MHz[2]
- 北爱尔兰：93.2-96.0、103.5-104.6MHz
- 威尔士部分地区：103.0-104.5MHz

### 中波（MW）
- 泰恩河畔纽卡斯尔：603kHz
- 伦敦、德里、贝尔法斯特：720kHz
- 雷德鲁斯：756kHz
- 普利茅斯、恩尼斯基林：774kHz
- 阿伯丁：1449kHz
- 卡莱尔：1485kHz